# Département de Sélibabi
Le département de Sélibabi (ou Sélibaby) est l'un des quatre départements, appelés officiellement moughataas, de la région de Guidimakha, dans le sud de la Mauritanie. Sélibabi en est le chef-lieu.

## Histoire
Le 25 janvier 2018, le gouvernement mauritanien a adopté un projet de décret donnant lieu à un nouveau découpage administratif de la région. Le département de Ghabou ainsi que l'arrondissement de Tachott sont créés. Le département de Sélibabi perd donc les quatre communes les plus au sud, qui forment le nouveau département : Baydam, Ghabou, Gouraye et Souvi.
Le 8 septembre 2021, le gouvernement mauritanien a adopté un projet de décret donnant lieu à la création de six nouvelles moughataas à travers le pays, dont le département de Wompou. L'arrondissement de Wompou, anciennement dans ce département, devient une moughataa à part entière. Le département de Sélibabi perd donc trois nouvelles communes, qui forment le nouveau département : Ajar, Arr et Wompou.

## Géographie
Le département s'étend sur 1 706 km2 et est délimité au nord par le département de M'Bout, à l'est par le département d'Ould Yengé, au sud par le département de Ghabou, à l'ouest par le département de Wompou.

## Démographie
En 2000, l'ensemble de la population du département de Sélibabi regroupe un total de 128 331 habitants (64 149 hommes et 64 162 femmes). 
Lors du recensement de 2013, le nombre d'habitants dans le département est de 198 688 (97 232 hommes et 101 456 femmes).
Les chiffres ci-dessus incluent les sept communes qui forment par la suite les départements de Ghabou et de Wompou.
Si on enlève la population de ces communes, on a une population en 2013 de 72 847 habitants pour les communes qui composent actuellement le département.

## Liste des communes
Le département de Sélibabi est constitué de quatre communes, dont trois dans l'arrondissement de Tachott :
- arrondissement de Tachott composé de trois communes :
  - Hassi Cheggar ;
  - Ould M'Bonny ;
  - Tachott ;
- le chef-lieu : Sélibabi.